# Stipe Vučetić
Stipe Vučetić (Brinje, 8. studenog 1873. – 21. travnja 1945.)- hrvatski pravaški političar i saborski zastupnik, katolički svećenik i novinar.
Rođen je u Brinju 8. studenog 1873. godine u seljačkoj obitelji plemenita porijekla (plemstvo je potvrdio, prema jednom dokumentu, car Leopold godine 1652.) Nakon završene gimnazije u Zagrebu, studirao je bogosloviju u Senju. Kao student dvije godine je bio predsjednikom tamošnjeg Zbora duhovne mladeži, društva bogoslova koji su njegovali i promicali hrvatsku kulturu. 
Župnikom je bio u Kraljevici, Delnicama, Jablancu, Brinju, Starigradu, Lukovom Šugarju, Karlobagu, Čanku, Bilaju i Ledenicama. Ovome treba još pridodati i Beč i Rijeku, iako nije poznato na kojim je dužnostima tamo bio. Kao novinar i član Hrvatskog novinarskog društva objavio je više od 60 članaka, opširnijih rasprava i brošura. 
Na izborima za Hrvatsko-slavonsko-dalmatinski sabor 1911. kao kandidat Čiste stranke prava ušao je u Hrvatski državni sabor kao pobjednik u izbornom kotaru Perušiću.
Sudionik sastanka svih narodnih zastupnika Stranke prava iz svih državnih i zemaljskih sabora Habsburške Monarhije održanog 12. siječnja 1912. u Zarebu. Iz Kraljevine Hrvatske i Slavonije bili su osobno nazočni Cezar Akačić, Gjuro Balaško, Ivan Banjavčić, Ivica Frank, Aleksandar Horvat, Dragutin pl. Hrvoj, Franjo Hrustić, Franjo pl. Kufrin, Stjepan Lesny, Marijan Mihaljković, Fran Milobar, Vuk pl. Kiš, Ivan Peršić, Živko Petričić, Mate Polić, Stjepan pl. Pomper, Vladimir Prebeg, Ivan Ružić, Mile Starčević, Juraj Tomac, Drago Vlahović, Fran Novak, Stjepan Zagorac i Ivan Zatluka, iz Kraljevine Dalmacije Mate Drinković, Ante Dulibić i Ivo Prodan, iz Bosne i Hercegovine Niko Čurić, Kosta Gjebić-Marušić, Milan Katičić, Dominik Mazzi, Nikola Mandić, Petar Mršić, Jozo Sunarić, biskup Ivan Šarić, Josip pl. Vancaš i Juraj Veseličić. Pismeno i brzojavno sastanku su se priključili ovi zastupnici: iz Bosne i Hercegovine Luka Begić, Aleksa Cvietić, Luka Cabrajić, Gjuro Džamonja, Mirko pl. Gjurkovečki, Viktor Jankiević, Marijan Marković, Alojzije Mišić, Oskar pl. Somogy i nadbiskup Josip Stadler, iz Kraljevine Dalmacije Mate Klarić, Petar Matulina, dr Mladinov, prof V. Perić, Ante Sesardić, Nikola Skurić i Petar Šimunić, iz Istre dr Červar, Kirac i Matko Laginja te od izaslanika stranačkih vijeća nazočili su Karlo Bošnjak, Josip Pazman i Mijo Tkalčić iz Kraljevine Hrvatske i Slavonije, Srećko Perišić iz Bosne i Hercegovine i Ivo Krstelj iz Kraljevine Dalmacije. Svi su prihvatili poslati homogijalni pozdrav.
Na izborima za Hrvatsko-slavonsko-dalmatinski sabor 1913. kao frankovački kandidat ušao je u Hrvatski državni sabor. Pobijedio je u izbornom kotaru Perušiću.
Bio je član saborskoga kluba frankovačkih pravaša, a uz njega to su bili: Vladimir Prebeg, Ivan Zatluka, Aleksandar Horvat, Josip Pazman, Vuk Kiš, Fran Novak, Josip Milković, Matija Polić, Ivo Frank i Stjepan Pavunić, te Stjepan Zagorac koji je bio član kluba, ali ne i stranke.
Dok je župnikovao u Ledenicama, početkom 1942. godine imenovan je članom Hrvatskoga državnog sabora. Kasnije je imenovan vojnim vikarom, a tu je dužnost obavljao sve do smrti 21. travnja 1945. godine. Uz veliko mnoštvo pokopan je na vojničkom djelu Mirogoja dva dana kasnije, a po njegovoj posljednjoj želji, odsvirana mu je i rodoljubna pjesma "Oj ti vilo, vilo Velebita".